# Spase Dilevski
Spase Dilevski (n. 13 mai 1985, Melbourne, Victoria, Australia) este un fotbalist australian, de origine macedoneană, care a jucat pentru echipa națională la Jocurile Olimpice din 2004. În România a jucat la Universitatea Craiova între anii 2007-2011.
El a mai jucat pentru două cluburi mari din Europa, PSV Eindhoven,(2002-2004), și la Tottenham Hotspur între 2004 și 2005. Între 2005 și vara lui 2007 el a evoluat în A-League  la Queensland Roar.